# 바트슈발바흐

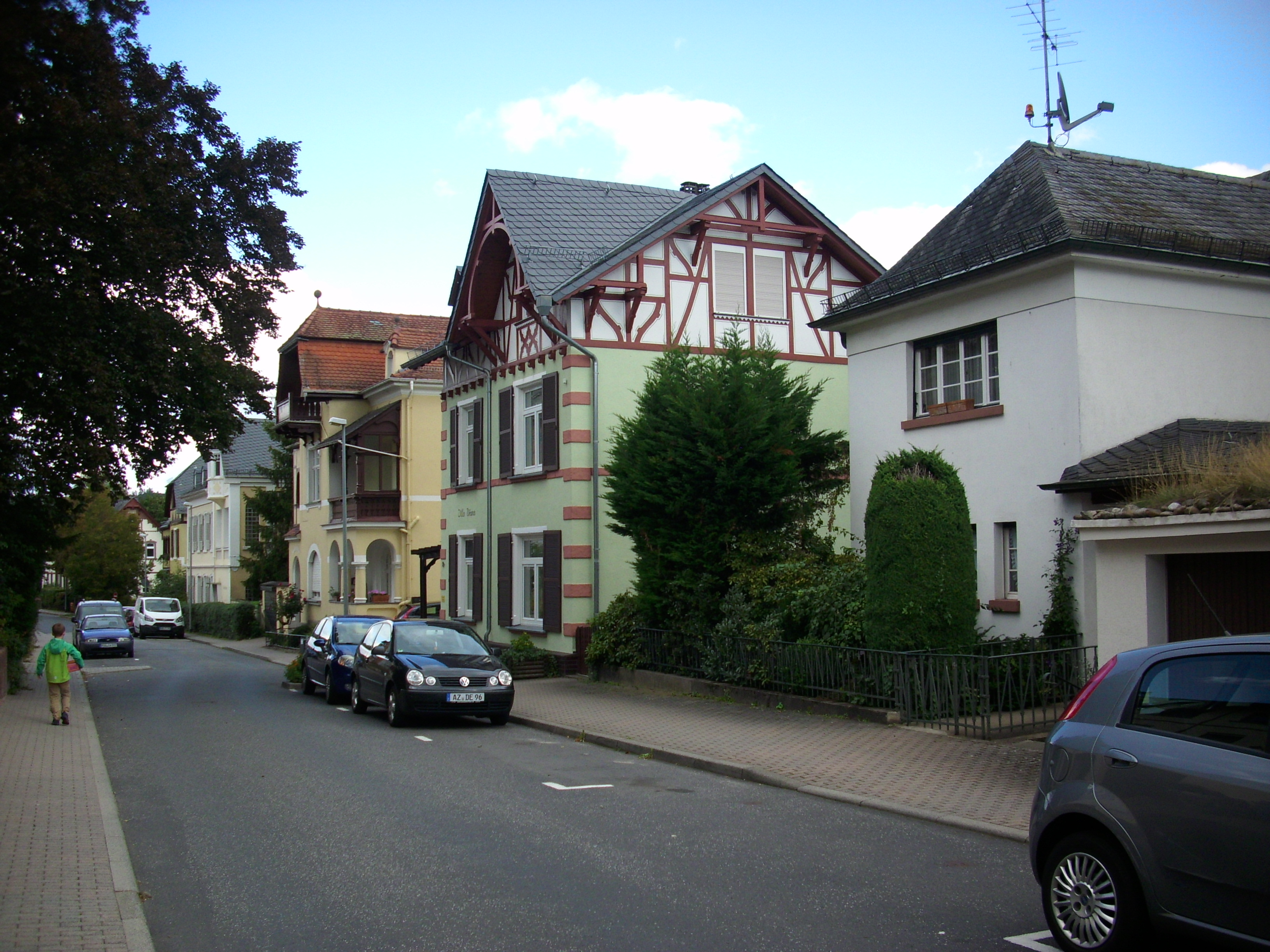
바트슈발바흐

바트슈발바흐(독일어: Bad Schwalbach)는 독일 헤센주에 위치한 도시로 면적은 40.27km2, 높이는 361m, 인구는 10,697명(2015년 12월 31일 기준), 인구 밀도는 270명/km2이다. 비스바덴에서 북서쪽으로 약 20km 정도 떨어진 곳에 위치한 온천 도시이다.

시 문장